# عین طویله
عین طویله (به عربی: عين الطويلة) یک شهرداری در الجزایر است که در استان خنشله واقع شده‌است.
 عین طویله  ۱۴٬۷۶۹ نفر جمعیت دارد.